# Kimpusen-ji
Kinpusen-ji (金峯山寺?, Kinpusen-ji) è il tempio principale del ramo buddhista Shugendō, chiamato Kinpusen-Shugendō, sito nel distretto di Yoshino, nella prefettura di Nara, in Giappone. Secondo la tradizione, venne fondato da En no Gyōja, che propagò una forma di ascesi montana attingendo alle religioni scintoismo e buddhismo. Assieme al tempio Ōminesan-ji, è considerato il più importante tempio dello Shugendō.
L'edificio principale del tempio, la "Sala Zaō" (Zaōdō) dedicata a Zaō gongen (蔵王権現), è la seconda struttura in legno più grande del Giappone dopo la Grande sala di Buddha di Tōdai-ji a Nara. Kinpusen-ji è un incrocio di una serie di tappe sulle vie di pellegrinaggio.
Annesso al tempio c'è un santuario scintoista dedicato a Inari Ōkami. Nel 1963, nel tempio venne costruita una sala chiamata "Sala della legge mistica della corte meridionale" (Nanchō Myōhōden) per placare l'anima dei quattro imperatori della Corte meridionale e di altri che persero la vita in molte battaglie dal "periodo delle corti del nord e del sud" (Periodo Nanboku-chō, 1336–1392). L'immagine principale è la statua di Gautama Buddha (Shaka Nyōrai).
Nel 2004 è stato designato come parte del patrimonio dell'umanità dell'UNESCO sotto il nome di Siti sacri e vie di pellegrinaggio nella catena montuosa di Kii.

## Galleria d'immagini

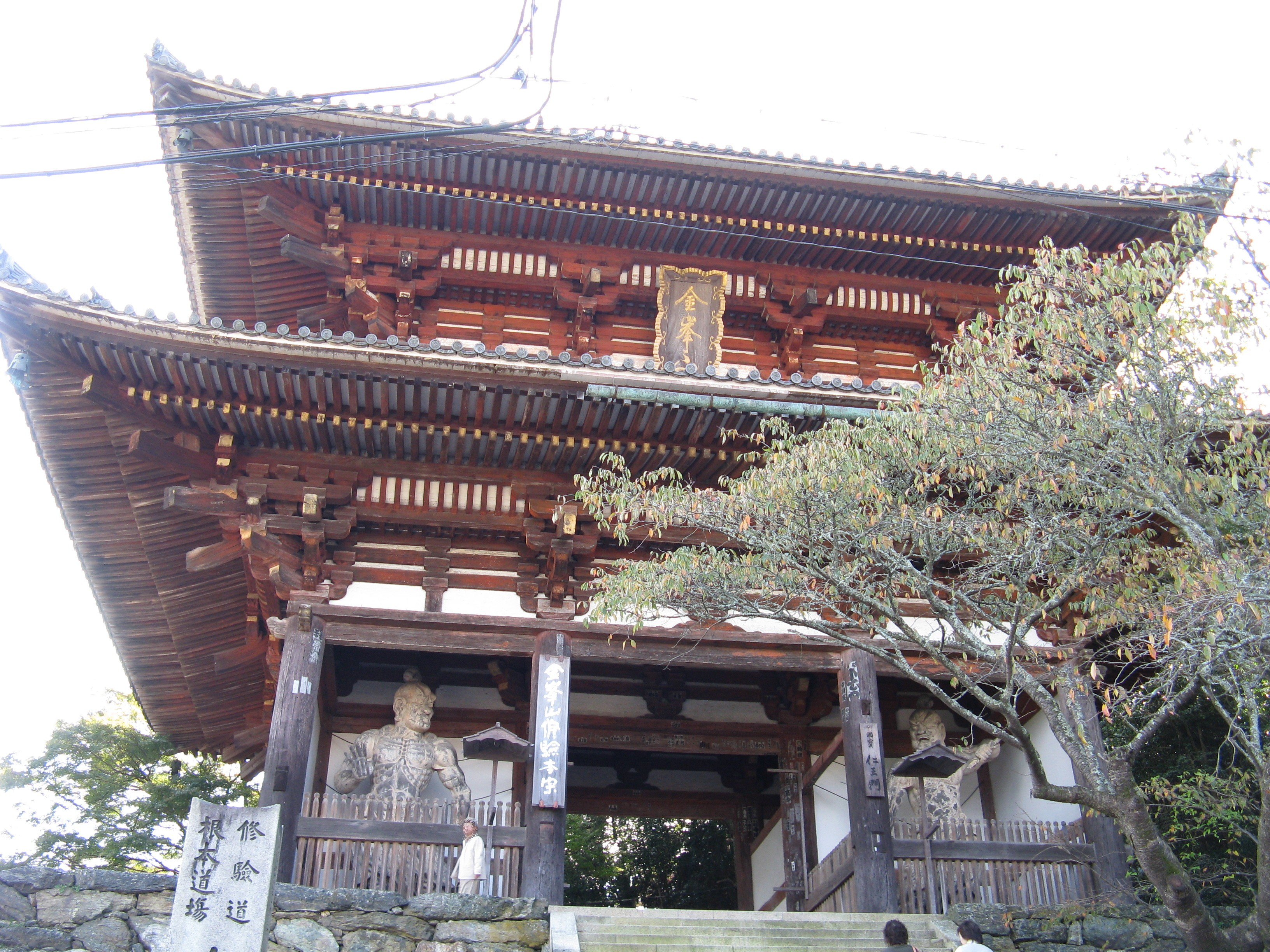
Cancello con guardiani
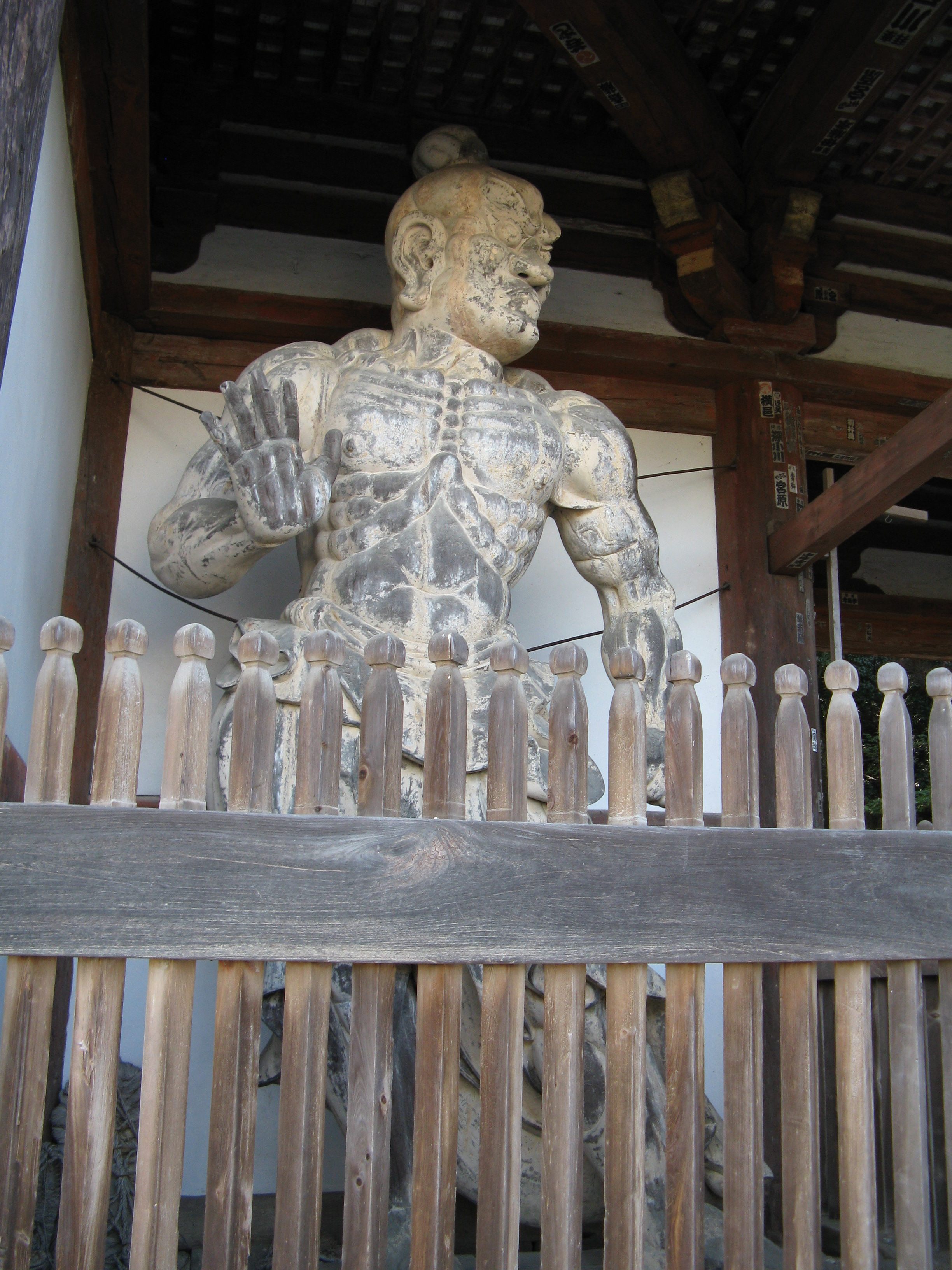
Statua del guardiano pieno di ira e muscoloso Nio
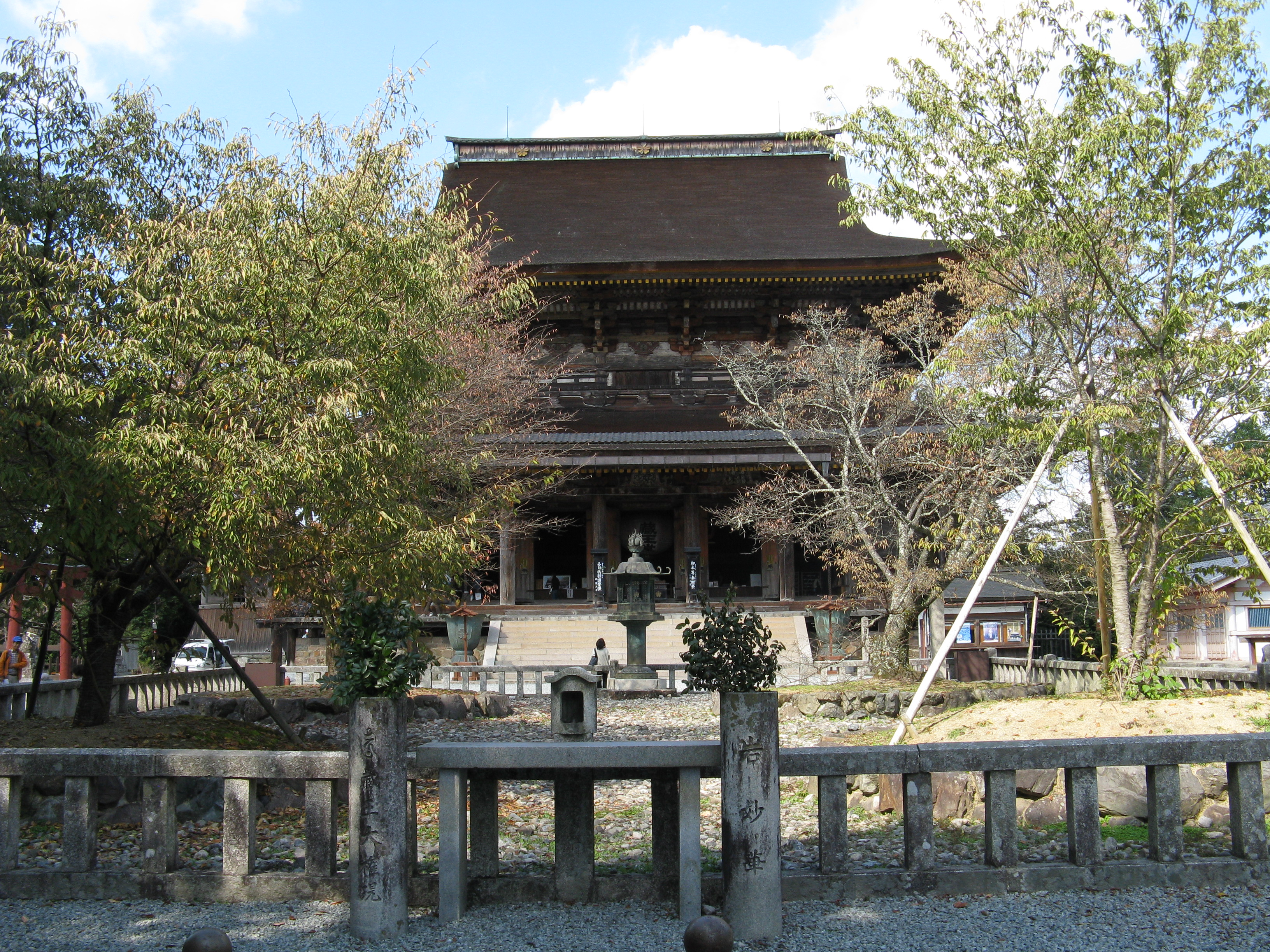
Zaōdō (Divinità: Zaō gongen, "Avatar Zaō")
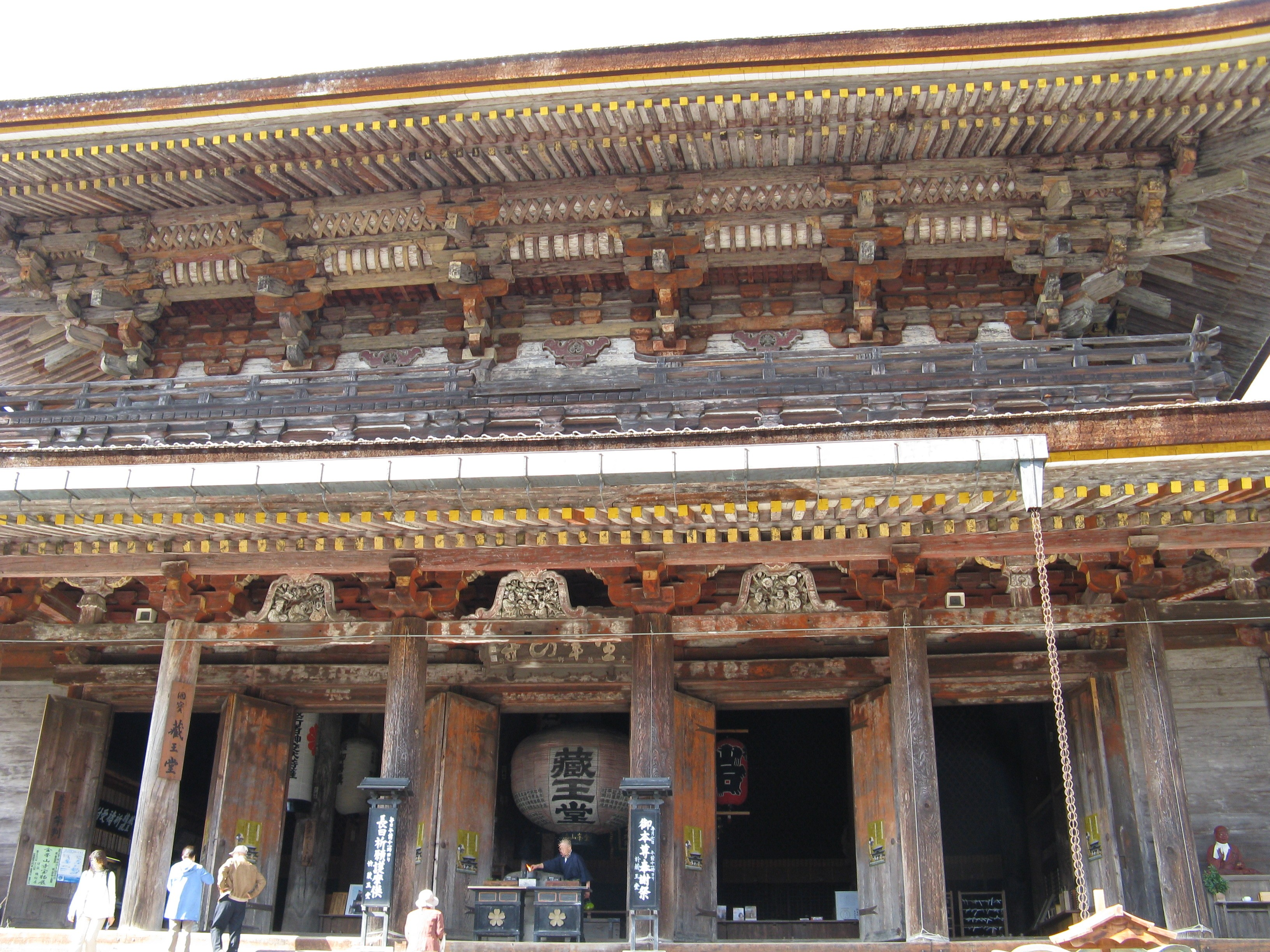
Ingresso di Zaōdō
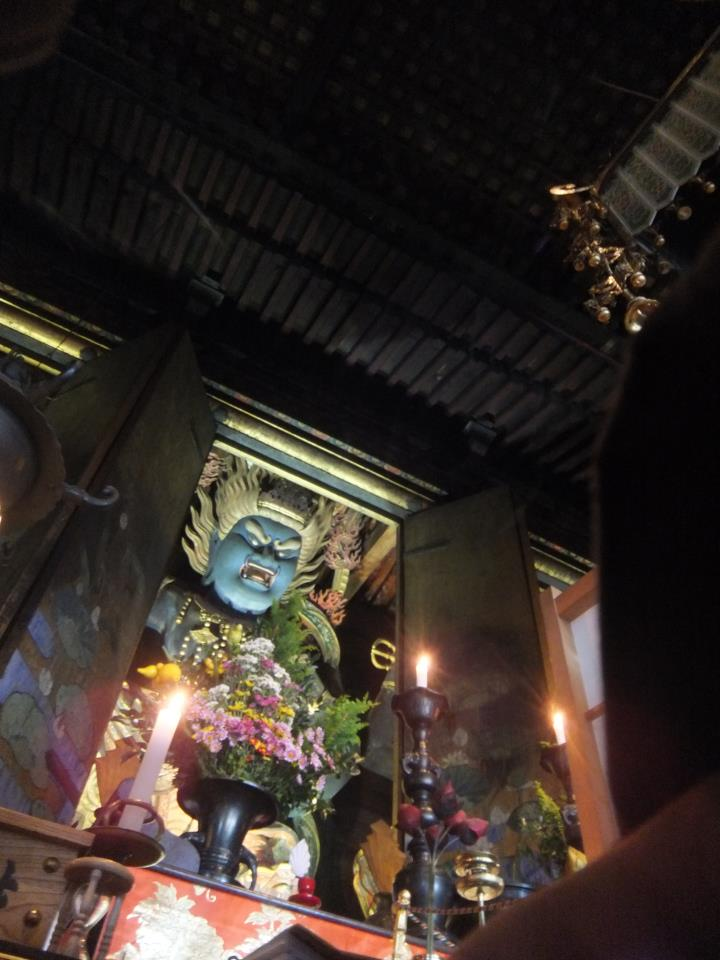
Una delle tre statue Zaō-gongen nello Zaōdō
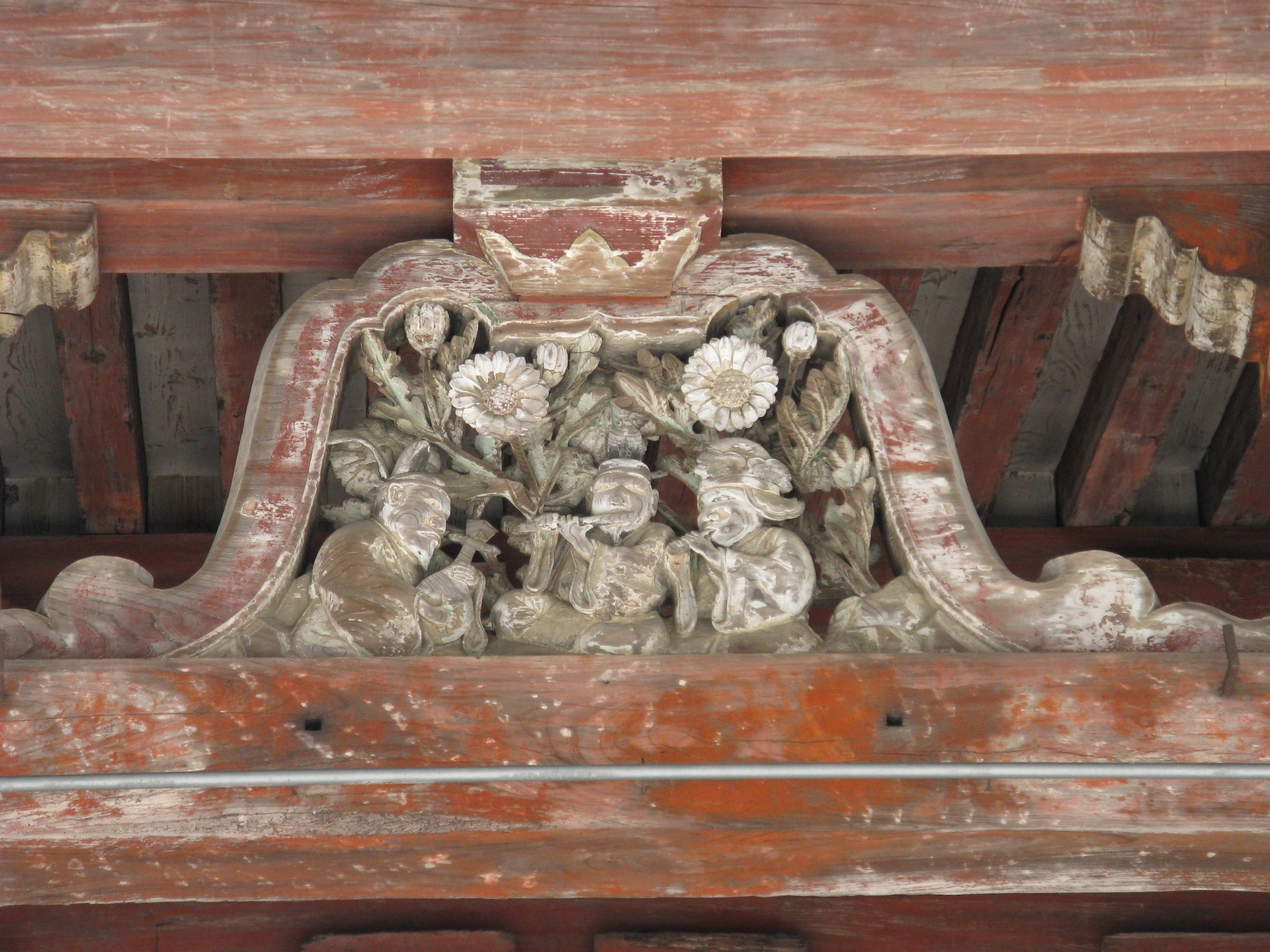
Intagli
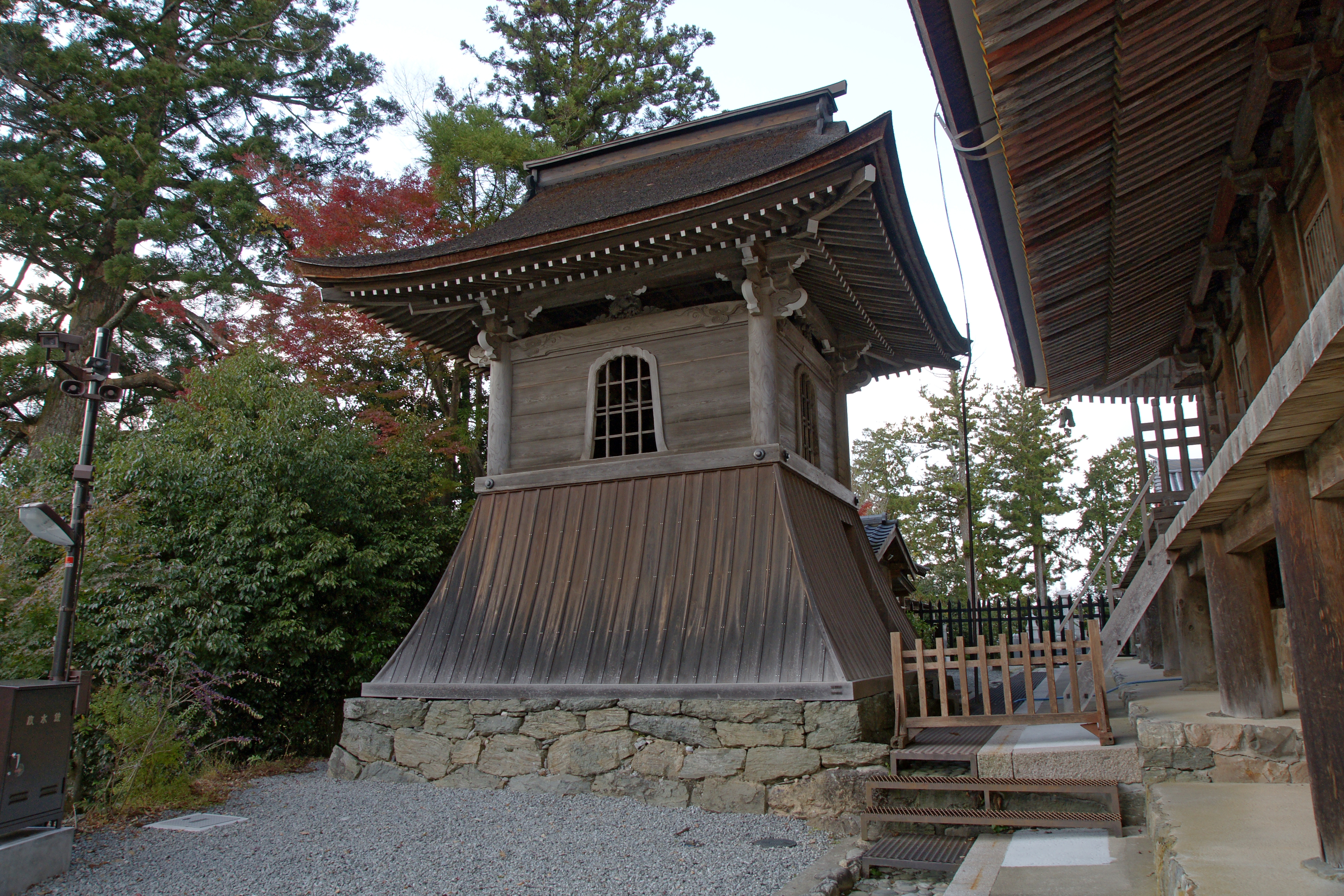
Campanile (Shorō)
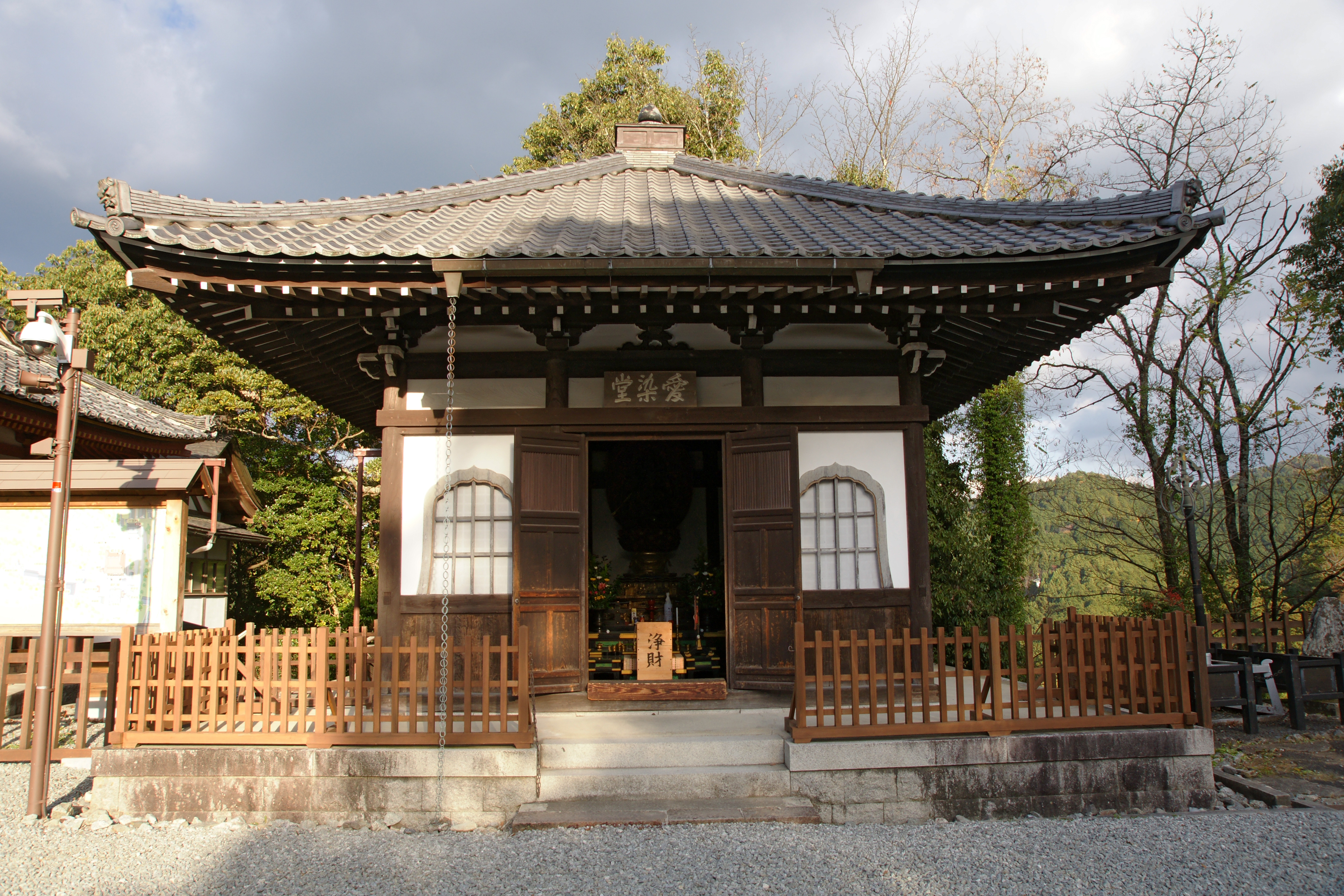
Aizendō (divinità: Aizen myōō, sanscrito Rāgarāja )
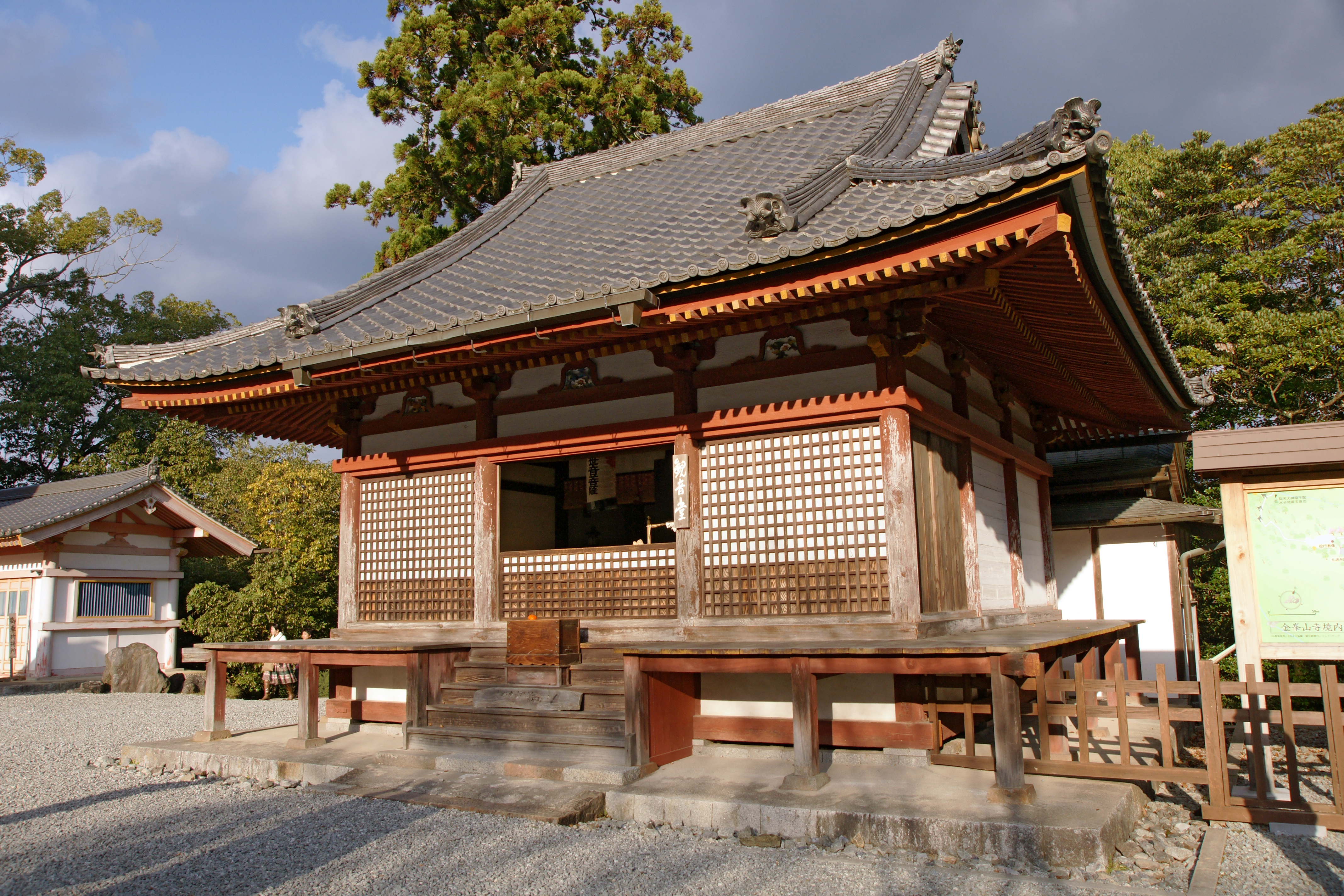
Kannondō (divinità: Kannon bosatsu, "Bodhisattva Guanyin")
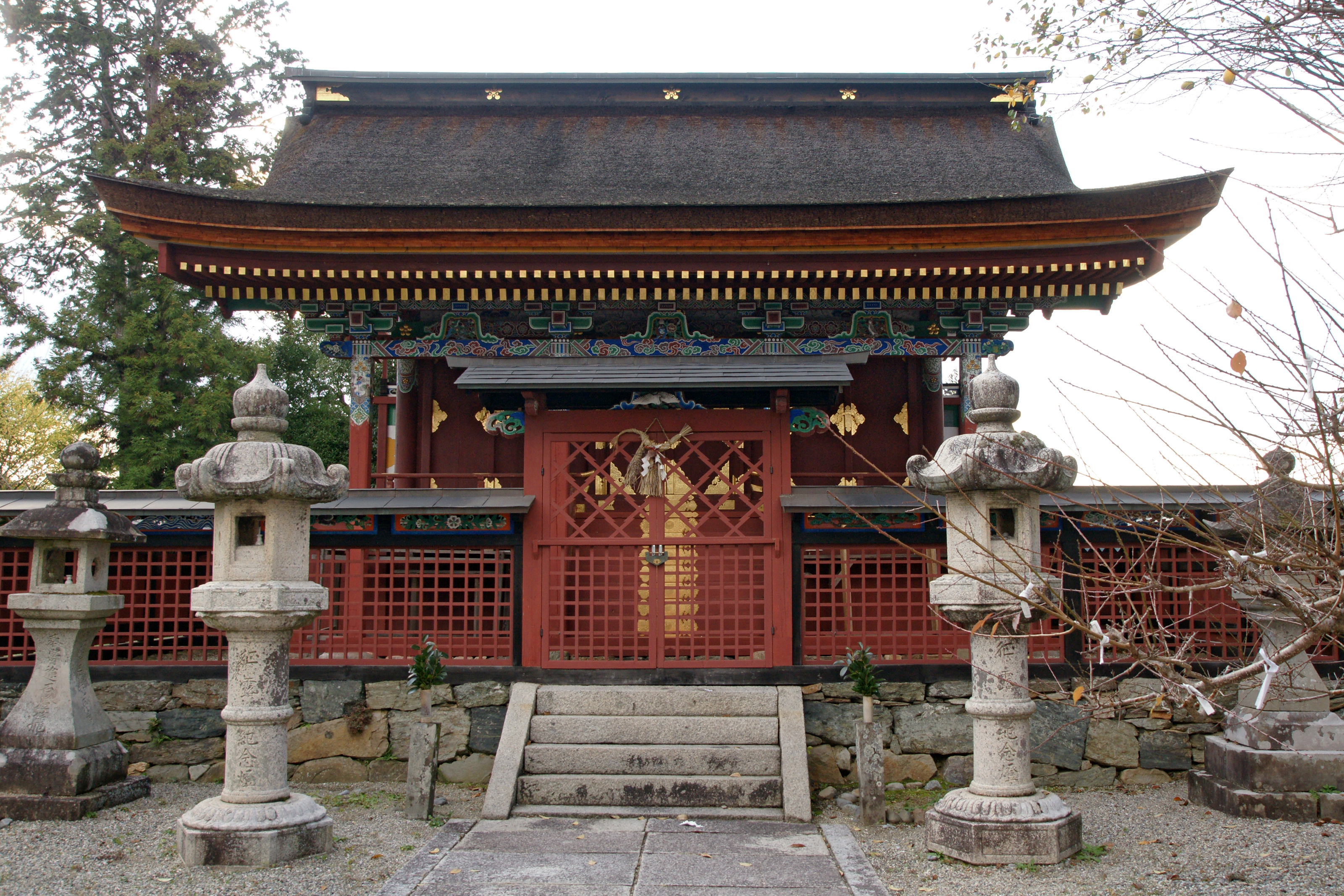
Itoku Tenmangu
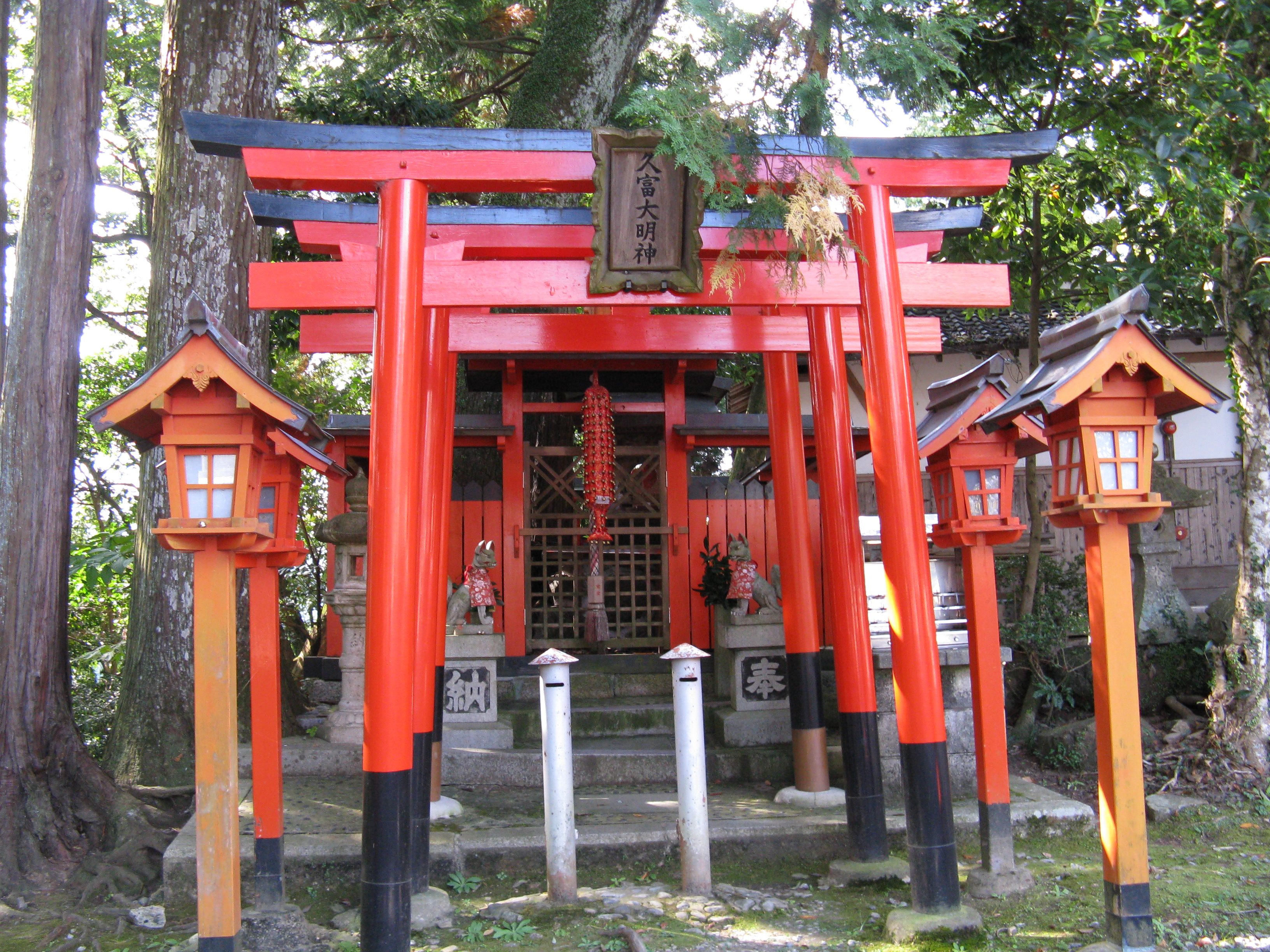
Santuario di Inari collegato (Divinità: Hisatomi Daimyōjin)
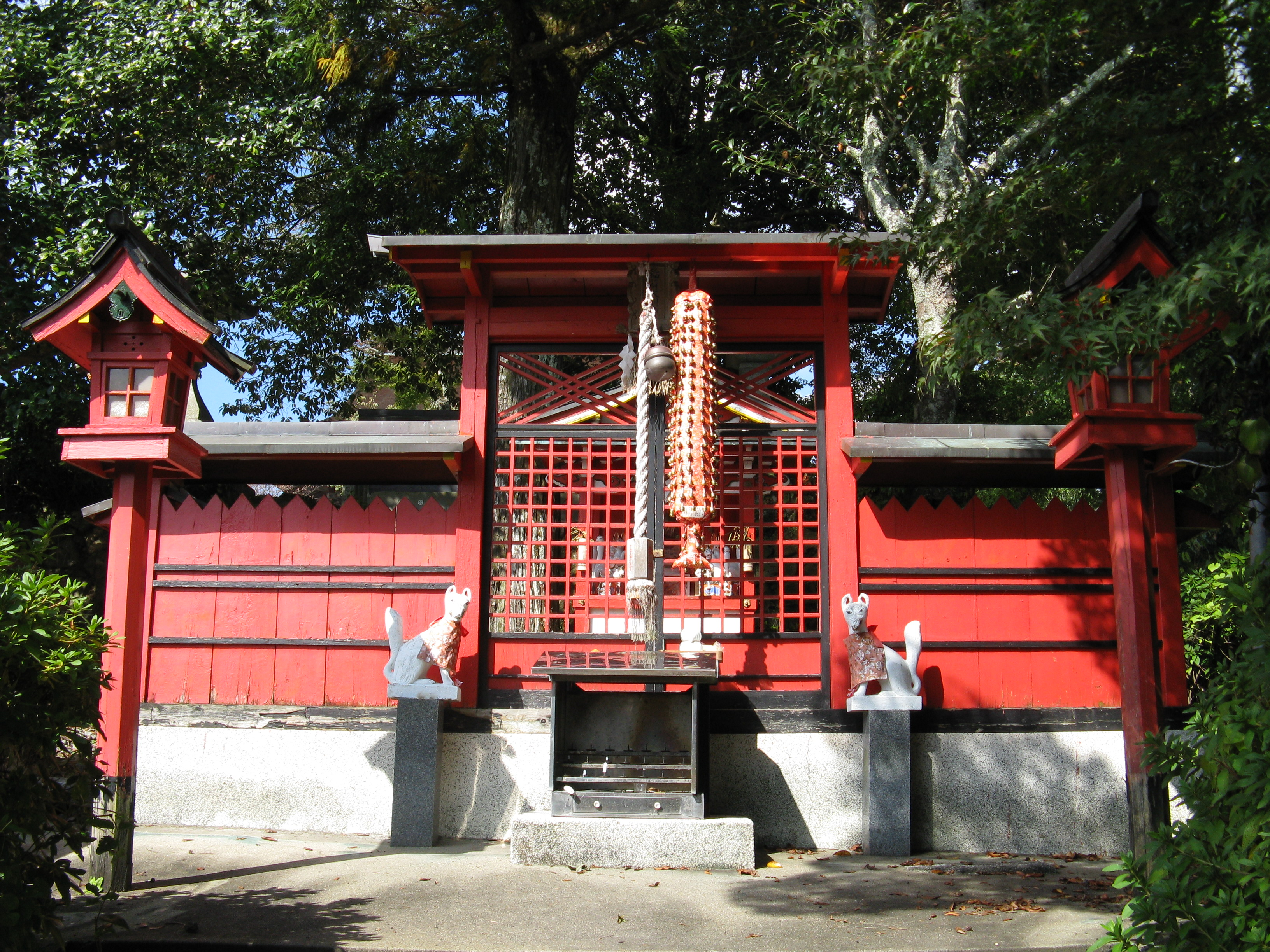
Santuario di Inari
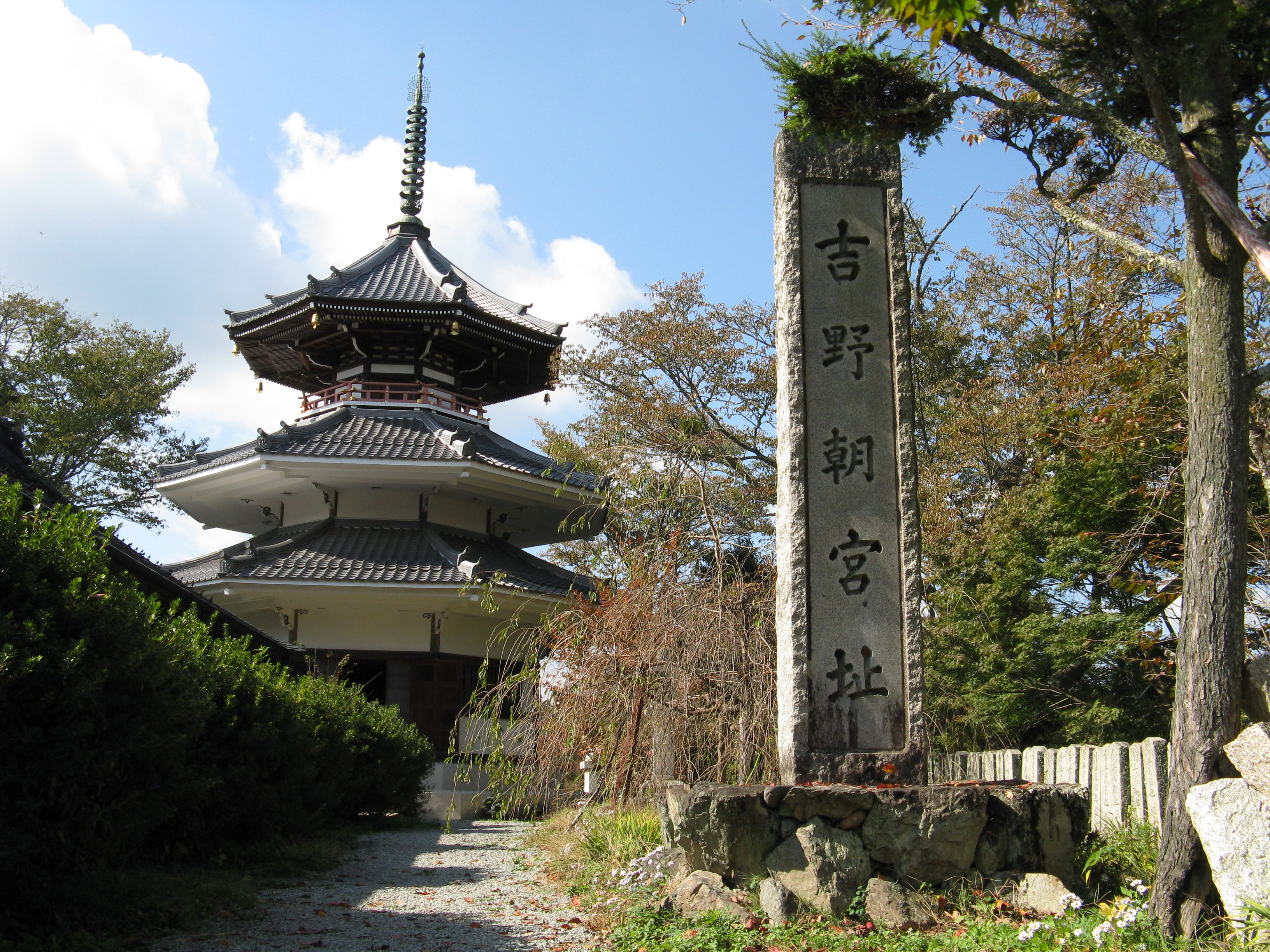
Nanchō myōhō-den
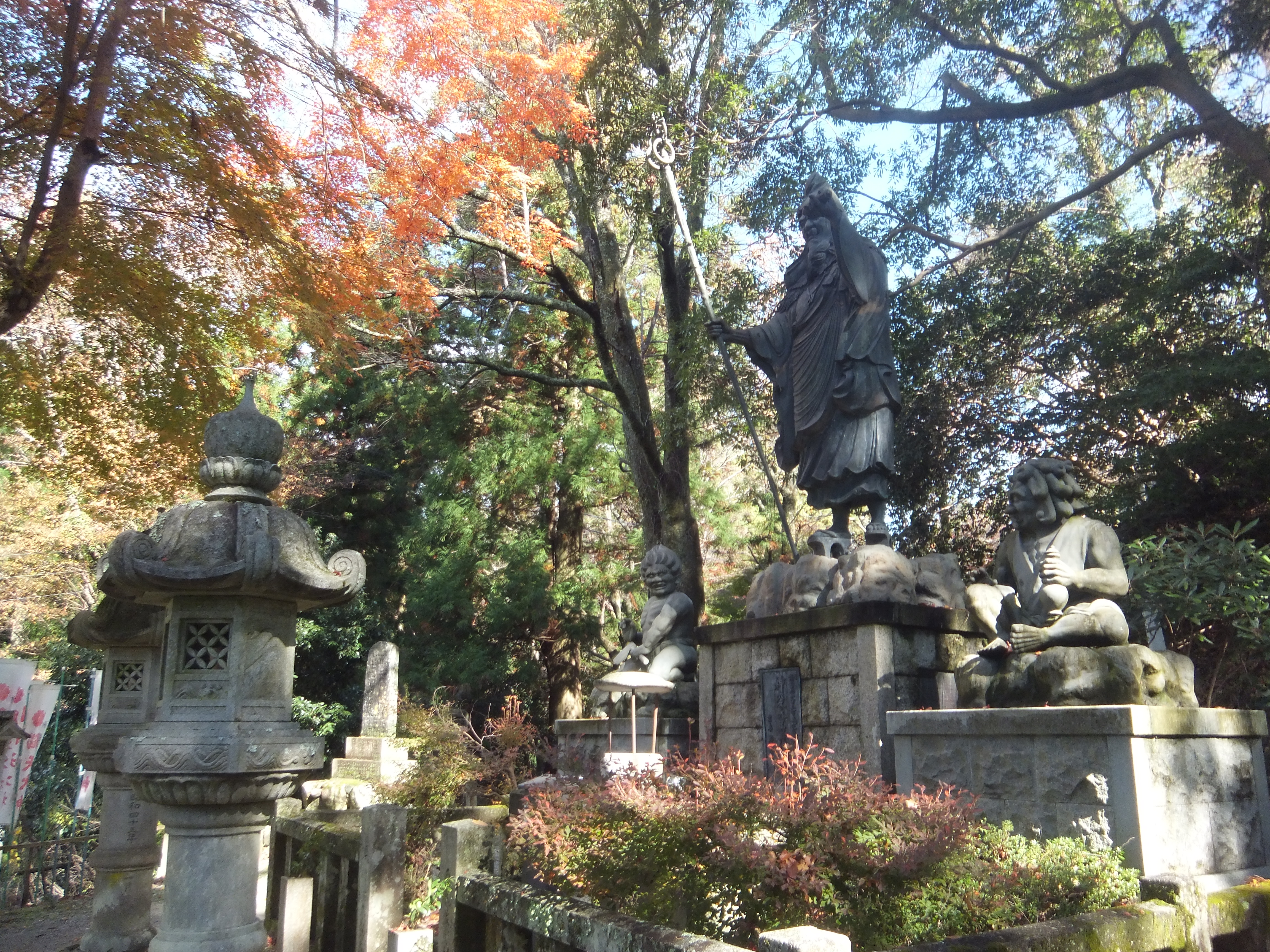
Statua di En no Gyōja vicino al Nanchō myōhō-den